# بلاتاسپت
بلاتاسپت (انگلیسی: Belatacept) یک پروتئین الحاقی یا همجوش (fusion protein) است که از اتصالِ بخشِ FC از پادتن IgG1 به دومین برون‌سلولی پروتئین CTLA-4 به‌دست می‌آید. هدف از ساخت این دارو، افزایش بقایِ بافت پیوندشده بود؛ ضمن آنکه از بروز عوارض جانبی داروهای رایج سرکوب‌کننده سیستم ایمنی همچون سیکلوسپورین و تاکرولیموس تا حدی جلوگیری شود. تفاوت بلاتاسپت با داروی آباتاسپت تنها در ۲ اسید آمینه است.
بلاتاسپت توسط شرکت بریستول-مایرز اسکوئیب ساخته شد و در ۱۵ ژوئن ۲۰۱۱ میلادی توسط سازمان غذا و داروی آمریکا مورد پذیرش واقع شد.